# Thomas S. Martin
Thomas Staples Martin, född 29 juli 1847 i Scottsville, Virginia, död 12 november 1919 i Charlottesville, Virginia, var en amerikansk demokratisk politiker. Han representerade delstaten Virginia i USA:s senat från 1895 fram till sin död.

## Biografi
Martin studerade vid Virginia Military Institute 1864-1865 och tjänstgjorde i Amerikas konfedererade staters armé. Han fortsatte sina studier efter amerikanska inbördeskriget vid University of Virginia. Han studerade sedan juridik och inledde 1869 sin karriär som advokat i Albemarle County.
Martin efterträdde 1895 Eppa Hunton som senator för Virginia. Han omvaldes fyra gånger. Han avled i november 1919 i ämbetet och efterträddes av Carter Glass. Martin gravsattes på University of Virginia Cemetery i Charlottesville.